# Neocordyloporus longipes
Neocordyloporus longipes är en mångfotingart som först beskrevs av Carl 1913.  Neocordyloporus longipes ingår i släktet Neocordyloporus och familjen Chelodesmidae. Inga underarter finns listade i Catalogue of Life.